# Flying Enterprise A/S
Flying Enterprise A/S var ett danskt charterbolag, bildat i juli 1959. Företaget övertogs 1965 av Simon Spies och ombildades till Conair of Scandinavia.
LO:s dåvarande resebyrå RESO anlitade i början av 1960-talet Flying Enterprise för charterresor till Italien och Spanien. Samtliga flygningar utgick från Malmö. Passagerare från Stockholm fick invänta ett transitplan, som kom tidigt på morgonen till Bromma, fullastat med räkor. 18 tältstolar surrades mot durken, varefter resenärerna steg ombord. Efter ett par timmar kunde de byta på Bulltofta i Malmö till Flying Enterprises DC-4.
RESOs samarbete med Flying Enterprise upphörde hösten 1961, när Scanair väsentligt höjde charterkvaliteten med SAS fyrmotoriga propellerplan DC-7 och den franska jetplanet Caravelle.

## Flotta
| Typ                 | Passagerare | Antal |
| ------------------- | ----------- | ----- |
| Douglas DC-7        | 112         | 1     |
| Canadair North Star | 62          | 5     |